# Kyjinka
Kyjinka (ukrainisch Киїнка; russisch Киенка Kijenka) ist ein Dorf im Westen der ukrainischen Oblast Tschernihiw mit etwa 2500 Einwohnern.

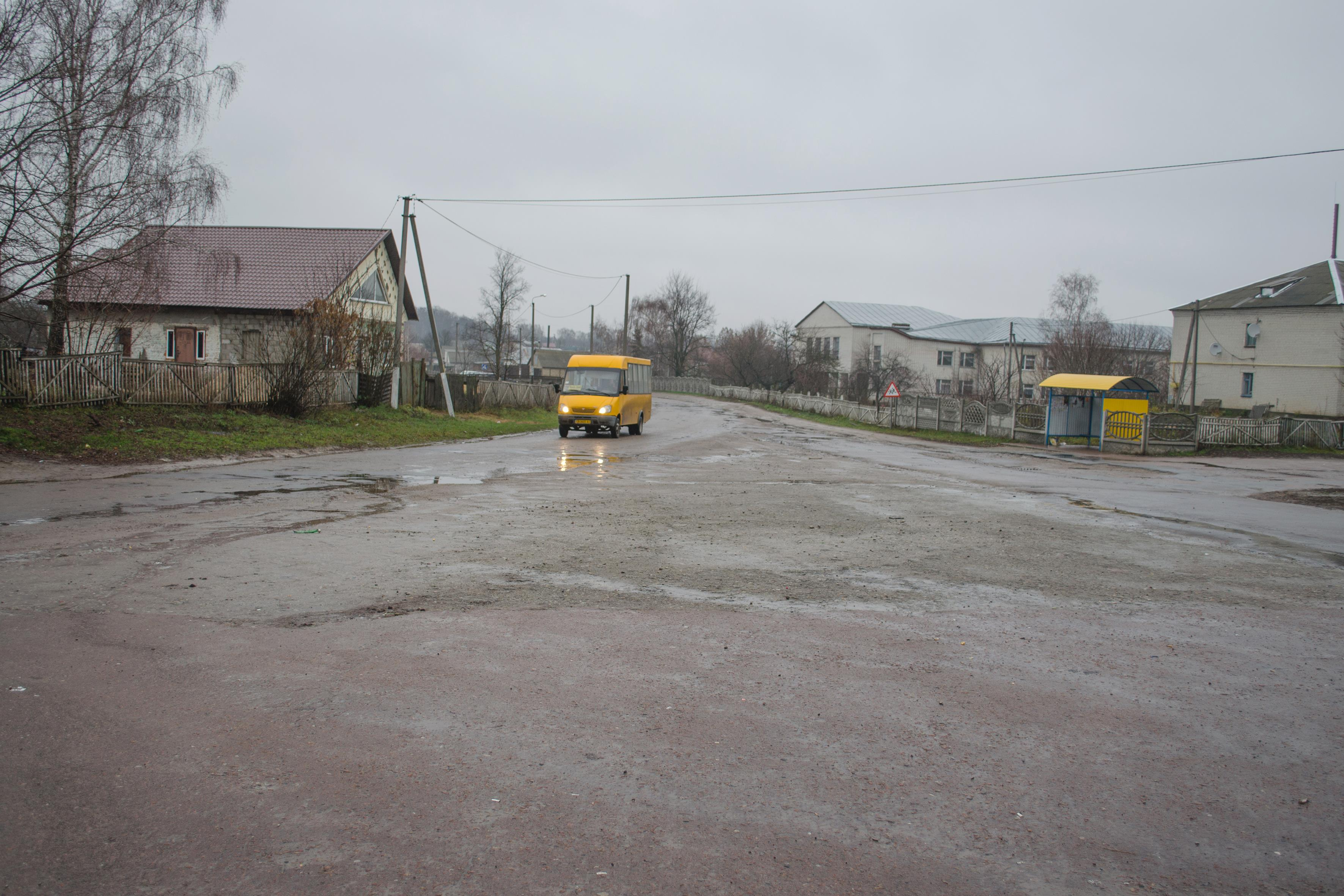
Blick in den Ort

Das Dorf wurde 1628 zum ersten Mal schriftlich erwähnt und liegt östlich der ukrainischen Autobahn M 01, 8 Kilometer südwestlich der Rajons- und Oblasthauptstadt Tschernihiw.

## Verwaltungsgliederung
Am 10. August 2018 wurde das Dorf zum Zentrum der neugegründeten Landgemeinde Kyjinka (Киїнська сільська громада/Kyjinska silska hromada). Zu dieser zählen auch die 5 in der untenstehenden Tabelle aufgelisteten Dörfer, bis dahin bildete es zusammen mit den Dörfern Huschtschyn und Schawynka die gleichnamige Landratsgemeinde Kyjinka (Киїнська сільська рада/Kyjinska silska rada) im Zentrum des Rajons Tschernihiw.
Folgende Orte sind neben dem Hauptort Kyjinka Teil der Gemeinde:
| Name                     | Name                | Name                                        |
| ukrainisch transkribiert | ukrainisch          | russisch                                    |
| ------------------------ | ------------------- | ------------------------------------------- |
| Huschtschyn              | Гущин               | Гущин (Guschtschin)                         |
| Pawliwka                 | Павлівка            | Павловка (Pawlowka)                         |
| Schawynka                | Жавинка             | Жавинка (Schawinka)                         |
| Schestowyzja             | Шестовиця           | Шестовица (Schestowiza)                     |
| Tryswjatska Sloboda      | Трисвятська Слобода | Трисвятская Слобода (Triswjatskaja Sloboda) |